# Конюшково
Конюшко́во — деревня в Троицком административном округе Москвы (до 1 июля 2012 года была в составе Наро-Фоминского района Московской области). Входит в состав поселения Первомайское.
Название деревни, предположительно, произошло от некалендарного личного имени Конюшка.

## Население
| 1859 | 1890 | 1899 | 1926 | 2002 | 2006 | 2010 |
| ---- | ---- | ---- | ---- | ---- | ---- | ---- |
| 144  | ↗195 | ↗200 | ↘199 | ↘6   | ↘2   | ↗6   |

Согласно Всероссийской переписи, в 2002 году в деревне проживало 6 человек (2 мужчины и 4 женщины). По данным на 2005 год, в деревне проживало 2 человека.

## География
Деревня Конюшково находится в северной части Троицкого административного округа, на левом берегу Десны примерно в 5 км к северу от центра города Троицка. Ближайшие населённые пункты — деревня Жуковка и хутор Ильичевка. В 4 км к юго-востоку проходит Калужское шоссе А130, в 8 км к северу — Киевское шоссе М3.

## История
В «Списке населённых мест» 1862 года — казённая деревня 1-го стана Подольского уезда Московской губернии, по правую сторону старокалужского тракта, в 20 верстах от уездного города и 23 верстах от становой квартиры, при ручье Решетинка, с 24 дворами и 144 жителями (67 мужчин, 77 женщин).
По данным на 1899 год — деревня Десенской волости Подольского уезда с 200 жителями.
В 1913 году — 33 двора.
По материалам Всесоюзной переписи населения 1926 года — деревня Клоковского сельсовета Десенской волости Подольского уезда в 4,3 км от Калужского шоссе и 12,8 км от станции Апрелевка Киево-Воронежской железной дороги, проживало 199 жителей (80 мужчин, 119 женщин), насчитывалось 37 крестьянских хозяйств, имелась изба-читальня.
1929—1946 гг. — населённый пункт в составе Красно-Пахорского района Московской области.
1946—1957 гг. — в составе Калининского района Московской области.
1957—1960 гг. — в составе Ленинского района Московской области.
1960—1963, 1965—2012 гг. — в составе Наро-Фоминского района Московской области.
1963—1965 гг. — в составе Звенигородского укрупнённого сельского района Московской области.